# Zwarte Piet

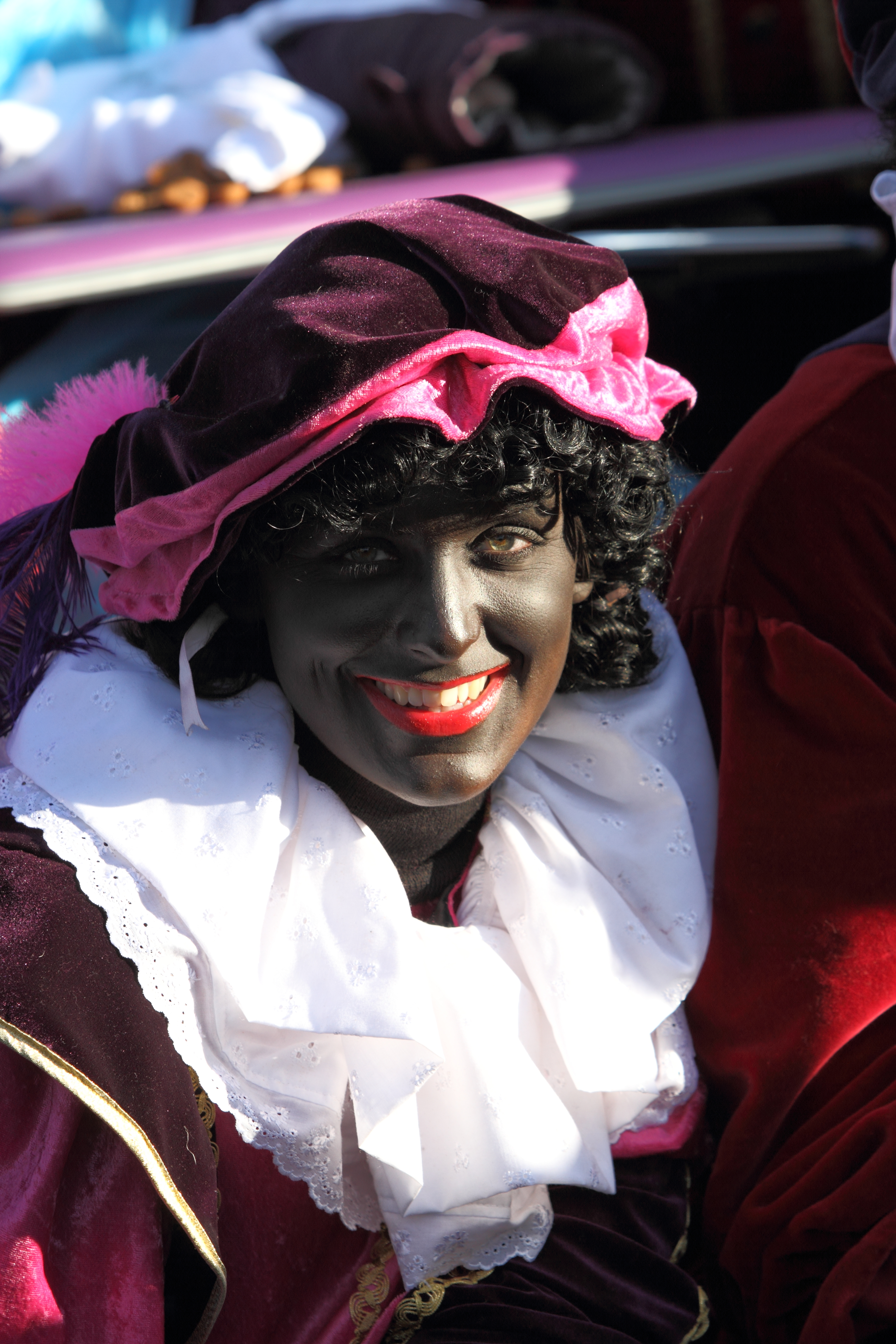
Zwarte Piet

Zwarte Piet (česky Černý Petr) je společníkem Svatého Mikuláše (nizozemsky Sinterklaas) folklorní postavou Nizozemí.

## Popis
Jeho kostým je tvořen stylizovaným maurským oděvem a nalíčenou černou tváří a výrazným červenými rty. Den Svatého Mikuláše je slaven 5. prosince v Nizozemsku jako státní svátek. V Belgii je slaven 6. prosince.
Postava Černého Petra je aktivisty označována za rasistickou a je dle nich údajně asociována s otroctvím, což je ovšem sporný výklad. Černý Petr je postava ze španělského královského dvora, oblečen do blýskavých šatů pážete. Představuje černého sluhu Mikuláše, který do Nizozemska přijíždí tradičně lodí symbolicky ze Španělska. Tato tradice pochází z doby, kdy bylo Nizozemsko španělskou kolonií, a je tedy stará stovky let. O tomto tématu hovoří kontroverzní dokument afroamerického filmaře Rogera Rosse Williamse „Is this Dutch holiday character racist?“ (2015). Dle výzkumu z roku 2013 nevnímá 92 % Nizozemců Černého Petra rasisticky či ve spojení s otroctvím a 91 % je proti změnám jeho vzhledu.